# Astra Police
Créé à la fin des années 1970, l'Astra est un revolver de gros calibre qui dérivait étroitement del'Astra 357. Principalement destiné aux forces de police, il leur fut proposé en 1974, avec barillet de .357 Magnum / .38 Special pour le marché américain, et 9x19 Luger pour le marché européen, plus habitué aux pistolets.

## Présentation
C'est le jumeau du FN Barracuda belge. Sa production dure de 1980 à 1995.
Ce revolver fonctionne en double action avec un barillet basculant à gauche. Ses plaquettes de crosse sont en bois quadrillé, et ses organes de visée sont fixes. De bonne facture, il ne rencontra toutefois pas le succès escompté, étant arrivé trop tard sur le marché et jugé trop lourd (en comparaison, un Colt Diamondback à vide ne pèse que 0,7 kg (canon de 6,4 cm) ou 0,82 kg (canon de 10 cm)).

## Utilisation en Espagne
Dans les années 1980 et 1990, ce revolver était en dotation partiel au sein de la Guardia Civil, des Mossos d'Esquadra catalans et des polices municipales de Bilbao, Madrid (en .38 Spécial), et de Santiago de Compostela.

## Données numériques & techniques
- Munitions :	 .357 Magnum / .38 Special et 9x19 Luger
- Mécanisme : Double action, barillet tombant à gauche
- Masse à vide :	1,040 kg
- Longueur : 	211 mm
- Canon :	76 mm
- Capacité : 	6 coups
- Usage : Défense personnelle, Arme de police

## Sources
- Dominique Venner, Les armes de poing de la nouvelle génération, éditions J. Grancher, 1982.
- Magazines Action Guns, AMI et Cibles.
- Raymond Caranta, Pistolets & Revolvers, aujourd'hui, 5 volumes, Crépin-Leblond, 1998-2009